# Controlegroep
Een controlegroep is bij wetenschappelijk onderzoek naar de werking of het effect van een bepaalde 'interventie' een groep met dezelfde kenmerken als de groep waarbij de interventie wordt verricht, maar waarbij de interventie niet wordt verricht. Op deze manier kan worden uitgesloten dat een waargenomen effect niet te wijten is aan spontane veranderingen. 
Het is voor de beoordeling van het effect essentieel dat de controlegroep in samenstelling vergelijkbaar is met de interventiegroep. Bij bewuste selectie op allerlei criteria blijkt achteraf vaak dat er toch een factor is waar men geen rekening mee had gehouden maar die wel belangrijk is, en waarvoor de beide groepen niet vergelijkbaar zijn. 
Daarom is de enige acceptabele manier om een dergelijke groep samen te stellen een grote groep proefpersonen, proefdieren etc. door het lot in een behandel- en controlegroep te splitsen. Dit heet 'randomiseren'. 
Mensen die aan een wetenschappelijk geneesmiddel-onderzoek meedoen zijn vaak wat verbaasd, zelfs verontwaardigd, dat de kans bestaat dat ze een niet-werkzame behandeling krijgen (zie dubbelblind onderzoek). Toch is in dat geval hun bijdrage aan de waarheidsvinding even essentieel als die van de mensen die wel behandeld worden. En de mogelijkheid bestaat ook altijd dat de experimentele behandeling slechter is dan de behandeling waarmee wordt vergeleken.